# Liste de RFC
 (octobre 2015).
Liste de RFC créée en se basant sur un ensemble de RFC, le STD 1 et le rfc index.

## Liste ordonnée
| Numéro   | Numéro de STD | Titre                                                                                   | Date de publication | Category          | Rend obsolète | Rendu obsolète par | Met à jour                                                          | Mis à jour par                                   | Auteurs                                                 | Notes |
| -------- | ------------- | --------------------------------------------------------------------------------------- | ------------------- | ----------------- | --- | ------------------ | ------------------------------------------------------------------- | ------------------------------------------------ | ------------------------------------------------------- | --- |
| RFC 1    |               | Host Software                                                                           | 7 avril 1969        |                   | |                    |                                                                     |                                                  | Steve Crocker                                           | NIC 4687, des errata existent                                                                                                   |
| RFC 2    |               | Host software                                                                           | avril 1969          |                   | |                    |                                                                     |                                                  | Bill Duvall                                             | NIC 4688, des errata existent, la page 1 est manquante                                                                          |
| RFC 3    |               | Documentation Conventions                                                               | avril 1969          |                   | | RFC 10             |                                                                     |                                                  | Steve Crocker                                           | NIC 4689 |
| RFC 4    |               | Network Timetable                                                                       | 24 mars 1969        | Informational     | |                    |                                                                     |                                                  | Elmer B. Shapiro                                        | NIC 4690 |
| RFC 5    |               | DEL                                                                                     | 2 juin 1969         |                   | |                    |                                                                     |                                                  | Jeff Rulifson                                           | Decode-Encode Language (DEL), des errata existent, NIC 4691                                                                     |
| RFC 10   |               | Documentation Conventions                                                               | 29 juillet 1969     |                   | RFC 3 | RFC 16             |                                                                     | RFC 24, RFC 27, RFC 30                           | Steve Crocker                                           | NIC 4696 |
| RFC 733  |               | Standard for the format of ARPA network text messages                                   | 13 août 1982        | Standard          | RFC 561 RFC 680, RFC 724, NIC 18516, NIC 32116, NIC 37435 | RFC 822            |                                                                     | RFC 1123, RFC 1138, RFC 1148, RFC 1327, RFC 2156 | David H. Crocker                                        | Des errata existent |
| RFC 765  |               | File Transfer Protocol                                                                  | juin 1980           |                   | | RFC 959            |                                                                     |                                                  | Jon Postel                                              | Définition de FTP. |
| RFC 768  | STD 6         | User Datagram Protocol                                                                  | 28 août 1980        | Standard          | |                    |                                                                     |                                                  |                                                         | Définition de UDP. |
| RFC 791  | STD 5         | Internet Protocol                                                                       | septembre 1981      | Standard          | |                    |                                                                     | RFC 1349                                         | Jon Postel                                              | Définition de IPv4. Des errata existent                                                                                         |
| RFC 792  | STD 5         | Internet Control Message Protocol                                                       | septembre 1981      | Standard          | |                    | RFC 760, RFC 770, IEN 109, IEN 128                                  | RFC 950, RFC 4884                                | Jon Postel                                              | Définition d'ICMP. Des errata existent                                                                                          |
| RFC 793  | STD 7         | Transmission Control Protocol                                                           | septembre 1981      | Standard          | |                    |                                                                     | RFC 1122, RFC 3168, RFC 6093                     | Jon Postel                                              | Définition de TCP. Des errata existent                                                                                          |
| RFC 821  |               | Simple Mail Transfer Protocol                                                           | septembre 1981      | Standard          | | RFC 2821           |                                                                     |                                                  | Jon Postel                                              | Anciennement STD 10, Définition de SMTP.                                                                                        |
| RFC 822  |               | Standard for the format of ARPA Internet text messages                                  | 13 août 1982        | Standard          | RFC 733, NIC 41952 | RFC 2822           |                                                                     | RFC 1123, RFC 1138, RFC 1148, RFC 1327, RFC 2156 | David H. Crocker                                        | Des errata existent |
| RFC 854  | STD 7         | Telnet Protocol Specification                                                           | septembre 1981      | Standard          | NIC 18639 |                    |                                                                     | RFC 5198                                         | Jon Postel, J. Reynolds                                 | Définition de Telnet. Des errata existent                                                                                       |
| RFC 919  | STD 5         | Broadcasting Internet Datagrams                                                         | octobre 1984        | Standard          | |                    |                                                                     |                                                  | Jeffrey Mogul                                           | Explique le fonctionnement du broadcast dans les réseaux IP.                                                                    |
| RFC 922  | STD 5         | Broadcasting Internet datagrams in the presence of subnets                              | octobre 1984        | Standard          | |                    |                                                                     |                                                  | Jeffrey Mogul                                           | Explique le fonctionnement du broadcast dans les réseaux IP avec subnets.                                                       |
| RFC 950  | STD 5         | Internet Standard Subnetting Procedure                                                  | août 1985           | Standard          | |                    |                                                                     |                                                  | Jeffrey Mogul, Jon Postel                               | Explique la création de subnets.                                                                                                |
| RFC 959  | STD 7         | File Transfer Protocol                                                                  | octobre 1985        | Standard          | RFC 765, IEN 149 |                    |                                                                     | RFC 2228, RFC 2640, RFC 2773, RFC 3659, RFC 5797 | Jon Postel, J. Reynolds                                 | Définition de FTP. Des errata existent                                                                                          |
| RFC 974  |               | Mail routing and the domain system                                                      | janvier 1986        | Historic          | | RFC 2821           |                                                                     |                                                  | Craig Partridge                                         | Anciennement STD 10 |
| RFC 1065 |               | Structure and Identification of Management Information for TCP/IP-based Internets       | août 1988           | Standard          | | RFC 1155           |                                                                     |                                                  | M. Rose, K. McCloghrie                                  | Structure de la table MIB, des errata existent.                                                                                 |
| RFC 1067 |               | A Simple Network Management Protocol                                                    | août 1988           |                   | | RFC 1098           |                                                                     |                                                  | J. Case, M. Fedor, M. Schoffstall, C. Davin             | |
| RFC 1098 |               | A Simple Network Management Protocol (SNMP)                                             | avril 1989          |                   | RFC 1067 | RFC 1157           |                                                                     |                                                  | J. Case, M. Fedor, M. Schoffstall, J. Davin             | |
| RFC 1112 | STD 5         | Host Extensions for IP Multicasting                                                     | août 1989           | Standard          | RFC 988, RFC 1054 |                    |                                                                     | RFC 2236                                         | S. Deering                                              | Explique le fonctionnement d'IGMP                                                                                               |
| RFC 1122 | STD 3         | Requirements for Internet Hosts -- Communication Layers                                 | octobre 1989        | Standard          | |                    |                                                                     | RFC 1349, RFC 4379, RFC 5884, RFC 6093           |                                                         | Liste les éléments requis sur les hôtes au niveau communications                                                                |
| RFC 1123 | STD 3         | Requirements for Internet Hosts -- Application and Support                              | octobre 1989        | Standard          | |                    |                                                                     | RFC 1349, RFC 2181, RFC 5321, RFC 5966           |                                                         | Liste les éléments requis sur les hôtes au niveau applicatif.                                                                   |
| RFC 1155 |               | Structure and Identification of Management Information for TCP/IP-based Internets       | mai 1990            | Standard          | RFC 1065 |                    |                                                                     |                                                  | M. Rose, K. McCloghrie                                  | Structure de la table MIB, des errata existent.                                                                                 |
| RFC 1157 |               | A Simple Network Management Protocol (SNMP)                                             | mai 1990            | Historic          | RFC 1098 |                    |                                                                     |                                                  | J. Case, M. Fedor, M. Schoffstall, J. Davin             | |
| RFC 1349 |               | Type of Service in the Internet Protocol Suite                                          | juillet 1992        | Proposed Standard | RFC 2474 |                    | RFC 791, RFC 1060, RFC 1122, RFC 1123, RFC 1195, RFC 1247, RFC 1248 |                                                  | P. Almquist                                             | Définit la notion de type de service.                                                                                           |
| RFC 1425 |               | SMTP Service Extensions                                                                 | février 1993        | Proposed Standard | RFC 1425 | RFC 1651           |                                                                     |                                                  | J. Klensin, N. Freed, M. Rose, E. Stefferud, D. Crocker | Anciennement STD 10 |
| RFC 1455 |               | Physical Link Security Type of Service                                                  | mai 1993            | Experimental      | RFC 2474 |                    |                                                                     |                                                  | D. Eastlake, III                                        | Définie une notion expérimentale de sécurité pour les type de service.                                                          |
| RFC 1651 |               | SMTP Service Extensions                                                                 | juillet 1994        | Standard          | RFC 1425 | RFC 1869           |                                                                     |                                                  | J. Klensin, N. Freed, M. Rose, E. Stefferud, D. Crocker | Anciennement STD 10 |
| RFC 1700 |               | Assigned Numbers                                                                        | octobre 1994        | Standard          | RFC 349, RFC 433, RFC 503, RFC 604, RFC 739, RFC 750, RFC 755, RFC 758, RFC 762, RFC 770, RFC 776, RFC 790, RFC 820, RFC 870, RFC 900, RFC 923, RFC 943, RFC 960, RFC 990, RFC 1010, RFC 1060, RFC 1340, IEN 93, IEN 117, IEN 127 |                    |                                                                     |                                                  | J. Reynolds, Jon Postel                                 | Anciennement STD 2, après cette RFC, la liste des numéros assignés n'est plus maintenu dans une RFC mais sur le site de l'IANA. |
| RFC 1869 |               | SMTP Service Extensions                                                                 | novembre 1995       | Standard          | RFC 1651 | RFC 2821           |                                                                     |                                                  | J. Klensin, N. Freed, M. Rose, E. Stefferud, D. Crocker | Anciennement STD 10 |
| RFC 2474 |               | Definition of the Differentiated Services Field (DS Field) in the IPv4 and IPv6 Headers | décembre 1998       | Proposed Standard | RFC 1349, RFC 1455 |                    |                                                                     | RFC 3168, RFC 3260                               | K. Nichols, S. Blake, F. Baker, D. Black                | Définie la notion de DSCP. |
| RFC 2481 |               | A Proposal to add Explicit Congestion Notification (ECN) to IP                          | décembre 1998       | Experimental      | | RFC 3168           |                                                                     |                                                  | K. Ramakrishnan, S. Floyd                               | |
| RFC 2821 |               | Simple Mail Transfer Protocol                                                           | avril 2001          | Proposed Standard | RFC 821, RFC 974, RFC 1869 | RFC 5321           |                                                                     | RFC 5336                                         | P. Resnick                                              | |
| RFC 2822 |               | Internet Message Format                                                                 | avril 2001          | Proposed Standard | RFC 822 | RFC 5322           |                                                                     | RFC 5335, RFC 5336                               | J. Klensin                                              | Des errata existent |
| RFC 3168 |               | The Addition of Explicit Congestion Notification (ECN) to IP                            | septembre 2001      | Proposed Standard | RFC 2481 |                    | RFC 793, RFC 2401, RFC 2474                                         | RFC 4301, RFC 6040                               | K. Ramakrishnan, S. Floyd, D. Black                     | Des errata existent |
| RFC 3230 |               | Multimedia Internet KEYing (MIKEY)                                                      | août 2004           |                   | |                    |                                                                     |                                                  |                                                         | |
| RFC 4582 |               | Binary Floor Control Protocol (BFCP)                                                    |                     |                   | |                    |                                                                     |                                                  |                                                         | |
| RFC 5000 | STD 1         | Internet Official Protocol Standards                                                    | mai 2008            | Informational     | RFC 3700 |                    |                                                                     |                                                  |                                                         | Liste l'état de la standardisation par l'IETF                                                                                   |
| RFC 5321 |               | Simple Mail Transfer Protocol                                                           | octobre 2008        | Draft Standard    | RFC 2821 |                    | RFC 1123                                                            |                                                  | J. Klensin                                              | Des errata existent |
| RFC 5322 |               | Internet Message Format                                                                 | octobre 2008        | Draft Standard    | RFC 2822 |                    | RFC 4021                                                            |                                                  | J. Klensin                                              | Des errata existent |
| RFC 6040 |               | Tunnelling of Explicit Congestion Notification                                          | novembre 2010       | Proposed Standard | |                    | RFC 3168, RFC 4301, RFC 4774                                        |                                                  | B. Briscoe                                              | |
| RFC 7567 |               | Active Queue Management                                                                 | juillet 2015        |                   | |                    |                                                                     |                                                  |                                                         | |

## Liste de RFC liées à la messagerie
| Numéro   | Numéro de STD | Titre                                                  | Date de publication | Category          | Rend obsolète                                              | Rendu obsolète par | Met à jour | Mis à jour par                                   | Auteurs                                                 | Notes                                    |
| -------- | ------------- | ------------------------------------------------------ | ------------------- | ----------------- | ---------------------------------------------------------- | ------------------ | ---------- | ------------------------------------------------ | ------------------------------------------------------- | ---------------------------------------- |
| RFC 733  |               | Standard for the format of ARPA network text messages  | 13 août 1982        | Standard          | RFC 561, RFC 680, RFC 724, NIC 18516, NIC 32116, NIC 37435 | RFC 822            |            | RFC 1123, RFC 1138, RFC 1148, RFC 1327, RFC 2156 | David H. Crocker                                        | Des errata existent                      |
| RFC 821  |               | Simple Mail Transfer Protocol                          | septembre 1981      | Standard          |                                                            | RFC 2821           |            |                                                  | Jon Postel                                              | Anciennement STD 10, Définition de SMTP. |
| RFC 822  |               | Standard for the format of ARPA Internet text messages | 13 août 1982        | Standard          | RFC 733, NIC 41952                                         | RFC 2822           |            | RFC 1123, RFC 1138, RFC 1148, RFC 1327, RFC 2156 | David H. Crocker                                        | Des errata existent                      |
| RFC 974  |               | Mail routing and the domain system                     | janvier 1986        | Historic          |                                                            | RFC 2821           |            |                                                  | Craig Partridge                                         | Anciennement STD 10                      |
| RFC 1425 |               | SMTP Service Extensions                                | février 1993        | Proposed Standard | RFC 1425                                                   | RFC 1651           |            |                                                  | J. Klensin, N. Freed, M. Rose, E. Stefferud, D. Crocker | Anciennement STD 10                      |
| RFC 1651 |               | SMTP Service Extensions                                | juillet 1994        | Standard          | RFC 1425                                                   | RFC 1869           |            |                                                  | J. Klensin, N. Freed, M. Rose, E. Stefferud, D. Crocker | Anciennement STD 10                      |
| RFC 1869 |               | SMTP Service Extensions                                | novembre 1995       | Standard          | RFC 1651                                                   | RFC 2821           |            |                                                  | J. Klensin, N. Freed, M. Rose, E. Stefferud, D. Crocker | Anciennement STD 10                      |
| RFC 2821 |               | Simple Mail Transfer Protocol                          | avril 2001          | Proposed Standard | RFC 821, RFC 974, RFC 1869                                 | RFC 5321           |            | RFC 5336                                         | P. Resnick                                              |                                          |
| RFC 2822 |               | Internet Message Format                                | avril 2001          | Proposed Standard | RFC 822                                                    | RFC 5322           |            | RFC 5335, RFC 5336                               | J. Klensin                                              | Des errata existent                      |
| RFC 5321 |               | Simple Mail Transfer Protocol                          | octobre 2008        | Draft Standard    | RFC 2821                                                   |                    | RFC 1123   |                                                  | J. Klensin                                              | Des errata existent                      |
| RFC 5322 |               | Internet Message Format                                | octobre 2008        | Draft Standard    | RFC 2822                                                   |                    | RFC 4021   |                                                  | J. Klensin                                              | Des errata existent                      |

## RFC liées à la qualité de service
| Numéro   | Numéro de STD | Titre                                                                                   | Date de publication | Category          | Rend obsolète      | Rendu obsolète par | Met à jour                                                          | Mis à jour par     | Auteurs                                  | Notes                                                                  |
| -------- | ------------- | --------------------------------------------------------------------------------------- | ------------------- | ----------------- | ------------------ | ------------------ | ------------------------------------------------------------------- | ------------------ | ---------------------------------------- | ---------------------------------------------------------------------- |
| RFC 1349 |               | Type of Service in the Internet Protocol Suite                                          | juillet 1992        | Proposed Standard | RFC 2474           |                    | RFC 791, RFC 1060, RFC 1122, RFC 1123, RFC 1195, RFC 1247, RFC 1248 |                    | P. Almquist                              | Définie la notion de type de service.                                  |
| RFC 1455 |               | Physical Link Security Type of Service                                                  | mai 1993            | Experimental      | RFC 2474           |                    |                                                                     |                    | D. Eastlake, III                         | Définie une notion expérimentale de sécurité pour les type de service. |
| RFC 2474 |               | Definition of the Differentiated Services Field (DS Field) in the IPv4 and IPv6 Headers | décembre 1998       | Proposed Standard | RFC 1349, RFC 1455 |                    |                                                                     | RFC 3168, RFC 3260 | K. Nichols, S. Blake, F. Baker, D. Black | Définie la notion de DSCP.                                             |
| RFC 2481 |               | A Proposal to add Explicit Congestion Notification (ECN) to IP                          | décembre 1998       | Experimental      |                    | RFC 3168           |                                                                     |                    | K. Ramakrishnan, S. Floyd                |                                                                        |
| RFC 3168 |               | The Addition of Explicit Congestion Notification (ECN) to IP                            | septembre 2001      | Proposed Standard | RFC 2481           |                    | RFC 793, RFC 2401, RFC 2474                                         | RFC 4301, RFC 6040 | K. Ramakrishnan, S. Floyd, D. Black      | Des errata existent                                                    |
| RFC 6040 |               | Tunnelling of Explicit Congestion Notification                                          | novembre 2010       | Proposed Standard |                    |                    | RFC 3168, RFC 4301, RFC 4774                                        |                    | B. Briscoe                               |                                                                        |

## RFC liées au management
| Numéro   | Numéro de STD | Titre                                                                             | Date de publication | Category | Rend obsolète | Rendu obsolète par | Met à jour | Mis à jour par | Auteurs                                     | Notes                                           |
| -------- | ------------- | --------------------------------------------------------------------------------- | ------------------- | -------- | ------------- | ------------------ | ---------- | -------------- | ------------------------------------------- | ----------------------------------------------- |
| RFC 1065 |               | Structure and Identification of Management Information for TCP/IP-based Internets | août 1988           | Standard |               | RFC 1155           |            |                | M. Rose, K. McCloghrie                      | Structure de la table MIB, des errata existent. |
| RFC 1067 |               | A Simple Network Management Protocol                                              | août 1988           |          |               | RFC 1098           |            |                | J. Case, M. Fedor, M. Schoffstall, C. Davin |                                                 |
| RFC 1098 |               | A Simple Network Management Protocol (SNMP)                                       | avril 1989          |          | RFC 1067      | RFC 1157           |            |                | J. Case, M. Fedor, M. Schoffstall, J. Davin |                                                 |
| RFC 1155 |               | Structure and Identification of Management Information for TCP/IP-based Internets | mai 1990            | Standard | RFC 1065      |                    |            |                | M. Rose, K. McCloghrie                      | Structure de la table MIB, des errata existent. |
| RFC 1157 |               | A Simple Network Management Protocol (SNMP)                                       | mai 1990            | Historic | RFC 1098      |                    |            |                | J. Case, M. Fedor, M. Schoffstall, J. Davin |                                                 |